# Enllaç phi

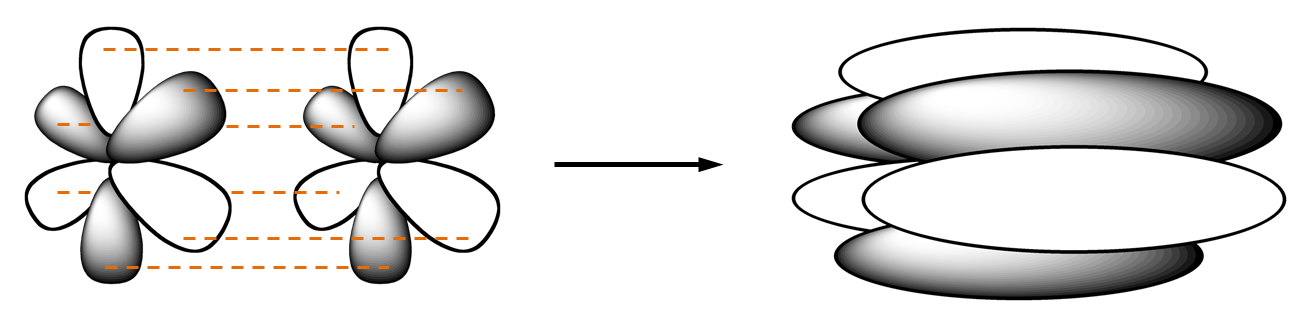
Formació d'un enllaç phi per la superposició de dos orbitals f.

Els enllaços phi o enllaços φ (phi bond o φ bond en anglès) en química són enllaços covalents. Aquests enllaços es formen a partir de la superposició d'orbitals atòmics f, els quals acaben donant orbitals moleculars amb dos plans nodals al llarg de l'eix internuclear.
Els orbitals f tenen una forma més diversa: quatre d'ells tenen forma de 6 lòbuls de signes alternats (dos plans nodals, en diferents orientacions de l'espai), i l'últim és un doble lòbul rodejat per un anell (un triple con nodal). Seguint la mateixa tendència, presenten n-4 nodes radials.

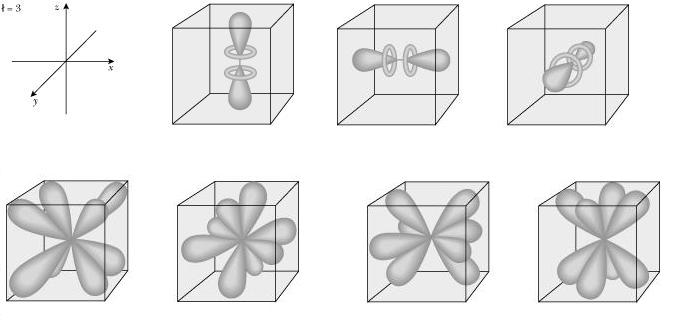
Representació dels orbitals f amb els respectius lòbuls